# 吹田市立山手小学校
吹田市立山手小学校（すいたしりつ やまてしょうがっこう）は、大阪府吹田市の公立小学校。
従来の吹田市立千里第一小学校と吹田市立吹田第二小学校の校区の一部を分離再編して、1955年に開校した。

## 沿革
- 1955年4月1日 - 吹田市立山手小学校として、現在地に開校。千里第一小学校・吹田第二小学校から2-3年生が移籍。
- 1956年4月 - 校地拡張。
- 1976年4月 - 養護学級を設置。
- 1978年 - 児童数急増のためプレハブ校舎を設置。特別教室などを普通教室へ転用。
- 1980年 - 従来の校区の一部を、新設の吹田市立片山小学校へ分離。

## 通学区域
- 吹田市 山手町1-2丁目全域。
- 吹田市 出口町、山手町3丁目、千里山東3丁目のそれぞれ一部。

卒業生は基本的に吹田市立豊津中学校に進学する。

## 交通
- 阪急千里線 豊津駅 北東へ約500m。

## 出身者
- 石本さくら - 女流棋士[1]